# Solomon Asante
Solomon Asante Wiafe (Kumasi, 6 maart 1990) is een Burkinees-Ghanees voetballer die bij voorkeur als rechtsbuiten speelt. In 2013 verruilde hij Berekum Chelsea voor TP Mazembe. Hij debuteerde in 2012 in het Ghanees voetbalelftal.

## Clubcarrière

### ASFA Yennenga
Aan het begin van het seizoen 2009/2010 verruilde Asante Feyenoord Fetteh voor de Burkinese club ASFA Yennenga. In zijn tweede seizoen bij de club won hij de Première Division. Zowel in zijn eerste als in zijn tweede seizoen werd hij topscorer in de competitie.

### Berekum Chelsea
Aan het begin van het seizoen 2011/2012 tekende hij een contract bij de Ghanese club Berekum Chelsea.

## Interlandcarrière
Asante debuteerde voor Burkina Faso in een vriendschappelijk duel met Zuid-Afrika in Ellispark op 8 augustus 2011.
Op 16 mei 2012 werd hij opgeroepen voor het Ghanees voetbalelftal voor twee kwalificatiewedstrijden tegen Lesotho en Zambia. Hij zat echter niet bij de definitieve selectie vanwege twijfels over zijn speelgerechtigdheid voor Ghana. Later werd hij speelgerechtigd verklaard.

### Gespeelde interlands
| Interlands van Solomon Asante voor Burkina Faso | Interlands van Solomon Asante voor Burkina Faso | Interlands van Solomon Asante voor Burkina Faso | Interlands van Solomon Asante voor Burkina Faso | Interlands van Solomon Asante voor Burkina Faso | Interlands van Solomon Asante voor Burkina Faso |
| №                                               | Datum                                           | Wedstrijd                                       | Uitslag                                         | Competitie                                      | Goals                                           |
| Als speler van ASFA Yennenga                    | Als speler van ASFA Yennenga                    | Als speler van ASFA Yennenga                    | Als speler van ASFA Yennenga                    | Als speler van ASFA Yennenga                    | Als speler van ASFA Yennenga                    |
| ----------------------------------------------- | ----------------------------------------------- | ----------------------------------------------- | ----------------------------------------------- | ----------------------------------------------- | ----------------------------------------------- |
| 1                                               | 10 augustus 2011                                | Zuid-Afrika – Burkina Faso                      | 3 – 0                                           | Vriendschappelijk                               |                                                 |

| Interlands van Solomon Asante voor Ghana | Interlands van Solomon Asante voor Ghana | Interlands van Solomon Asante voor Ghana | Interlands van Solomon Asante voor Ghana | Interlands van Solomon Asante voor Ghana | Interlands van Solomon Asante voor Ghana |
| №                                        | Datum                                    | Wedstrijd                                | Uitslag                                  | Competitie                               | Goals                                    |
| Als speler van Berekum Chelsea           | Als speler van Berekum Chelsea           | Als speler van Berekum Chelsea           | Als speler van Berekum Chelsea           | Als speler van Berekum Chelsea           | Als speler van Berekum Chelsea           |
| ---------------------------------------- | ---------------------------------------- | ---------------------------------------- | ---------------------------------------- | ---------------------------------------- | ---------------------------------------- |
| 1                                        | 8 september 2012                         | Ghana – Malawi                           | 2 – 0                                    | Afrika Cup 2013 (kwalificatie)           |                                          |
| 2                                        | 11 september 2012                        | Liberia – Ghana                          | 2 – 0                                    | Vriendschappelijk                        |                                          |
| 3                                        | 14 september 2012                        | Kaapverdië – Ghana                       | 0 – 1                                    | Vriendschappelijk                        |                                          |
| Als speler van TP Mazembe                |                                          |                                          |                                          |                                          |                                          |
| 4                                        | 10 januari 2013                          | Ghana – Egypte                           | 3 – 0                                    | Vriendschappelijk                        |                                          |
| 5                                        | 13 januari 2013                          | Ghana – Tunesië                          | 4 – 2                                    | Vriendschappelijk                        |                                          |
| 6                                        | 24 januari 2013                          | Ghana – Mali                             | 1 – 0                                    | Afrika Cup 2013                          |                                          |
| 7                                        | 28 januari 2013                          | Niger – Ghana                            | 0 – 3                                    | Afrika Cup 2013                          |                                          |
| 8                                        | 2 februari 2013                          | Ghana – Kaapverdië                       | 2 – 0                                    | Afrika Cup 2013                          |                                          |
| 9                                        | 6 februari 2013                          | Burkina Faso – Ghana                     | 1 – 1 (3 – 2)                            | Afrika Cup 2013                          |                                          |
| 10                                       | 9 februari 2013                          | Mali – Ghana                             | 3 – 1                                    | Afrika Cup 2013                          |                                          |
| 11                                       | 24 maart 2013                            | Ghana – Soedan                           | 4 – 0                                    | WK 2014 (kwalificatie)                   |                                          |
| 12                                       | 14 augustus 2013                         | Turkije – Ghana                          | 2 – 2                                    | Vriendschappelijk                        |                                          |
| 13                                       | 10 september 2013                        | Japan – Ghana                            | 3 – 1                                    | Vriendschappelijk                        |                                          |
| 14                                       | 15 oktober 2014                          | Ghana – Guinee                           | 3 – 1                                    | Afrika Cup 2015 (kwalificatie)           |                                          |
| 15                                       | 15 november 2014                         | Oeganda – Ghana                          | 1 – 0                                    | Afrika Cup 2015 (kwalificatie)           |                                          |
| 16                                       | 19 november 2014                         | Ghana – Togo                             | 3 – 1                                    | Afrika Cup 2015 (kwalificatie)           |                                          |
| 17                                       | 23 januari 2015                          | Ghana – Algerije                         | 1 – 0                                    | Afrika Cup 2015                          |                                          |

Bijgewerkt op 28 mei 2015.

## Erelijst
ASFA Yennenga
- Première Division

2010/11
- Topscorer Première Division

2009/10, 2010/11